# Aparallactus werneri
Aparallactus werneri (engelska: "Usambara Centipede-eater"), är en ormart inom familjen stilettormar som tillhör släktet tusenfotingssnokar.

## Kännetecken
Ormen är giftig men normalt inte farlig för en människa. Kroppen är gråsvart färgad med lite gula fläckar på huvudet och en bit bakåt på huvudet. Huvudet är mer svart än övriga kroppen och gulvitt på sidan ner mot magen.

## Utbredning
Arten lever i östra Tanzania (Usambara och Uluguru bergen).

## Levnadssätt
Födan består bland annat av tusenfotingar som för alla tusenfotingssnokar. Djuret är en grävande orm.